# Francisco Nájera Gil
Álvaro Francisco Nájera Gil (Bogotá, Colombia; 25 de julio de 1983) es un exfutbolista y entrenador colombiano. Actualmente es el asistente técnico del Independiente Medellín de la Categoría Primera A de Colombia.

## Trayectoria
Su primer club fue Santa Fe desde allí ha estado la mayor parte de su carrera. Se inició en las divisiones menores de Independiente Santa Fe y debutó en primera en el 2001, al transcurrir los años Nájera no se afirmaba en la titular, entonces para el año 2006 Francisco Nájera fue a México para jugar en Querétaro Fútbol Club, luego de estar allá un año completo volvió para jugar con Independiente Santa Fe el torneo clausura del año 2007, en poco tiempo Nájera se mantuvo en la titular, pero fue así hasta que en mitad de torneo fue remplazado en varias ocasiones, cuando el equipo estaba ya eliminado casi al final de los 18 partidos (todos contra todos) Nájera de nuevo volvió a ser titular, partido tras partido fue mejorando y en el partido contra su rival de patio Millonarios marcó un gol de cabeza en el minuto 91' permitiéndole a su equipo empatar 2-2, gracias a esto fue tenido en cuenta de nuevo para el partido final contra Deportes Tolima.
Nájera anunció el 25 de junio de 2009 que no seguiría con Santa Fe. Luego de eso llega a Unión Española de Chile, donde juega hasta el 2010.
Posteriormente llegó a un acuerdo con el Club Olimpia de Paraguay por 3 temporadas. Allí Francisco Nájera, se gana el cariño de los hinchas del Olimpia al consagrarse campeón del Clausura 2011, donde fue gran figura marcando 2 goles decisivos en las últimas 2 fechas ante Tacuary, con el gol de la victoria y ante Rubio Ñu. Después a mitad del mes de julio de 2012 el jugador llegó a un acuerdo con el Atlético Nacional para conformar el equipo que enfrentará el torneo del FPC.
El 27 de julio de 2016, se consagró campeón de la Copa Libertadores de América en un global de 2 a 1 frente a Independiente del Valle de Ecuador, logrando así su primer título internacional.
El 19 de noviembre de 2018 anunció su retiro del fútbol profesional y su nuevo cargo de Director deportivo en Atlético Nacional.
Dirigió al Bogotá FC entre el 5 de enero de 2023 y el 22 de febrero del mismo año.

## Estadísticas

### Como jugador

#### Clubes
| Club                         | Div.          | Temporada     | Liga  | Liga  | Copas nacionales | Copas nacionales | Copas internacionales | Copas internacionales | Total | Total |
| Club                         | Div.          | Temporada     | Part. | Goles | Part.            | Goles            | Part.                 | Goles                 | Part. | Goles |
| ---------------------------- | ------------- | ------------- | ----- | ----- | ---------------- | ---------------- | --------------------- | --------------------- | ----- | ----- |
| Santa Fe · Colombia          | 1.ª           | 2001          | 5     | 0     | ―                | ―                | —                     | —                     | 5     | 0     |
| Santa Fe · Colombia          | 1.ª           | 2002          | 14    | 1     | ―                | ―                | —                     | —                     | 14    | 1     |
| Santa Fe · Colombia          | 1.ª           | 2003          | 18    | 0     | ―                | ―                | —                     | —                     | 18    | 0     |
| Santa Fe · Colombia          | 1.ª           | 2004          | 11    | 0     | ―                | ―                | —                     | —                     | 11    | 0     |
| Santa Fe · Colombia          | 1.ª           | 2005          | 34    | 1     | ―                | ―                | —                     | —                     | 34    | 1     |
| Santa Fe · Colombia          | 1.ª           | 2006-I        | 13    | 0     | ―                | ―                | 10                    | 0                     | 23    | 0     |
| Santa Fe · Colombia          | 1.ª           | 2007-II       | 17    | 2     | ―                | ―                | —                     | —                     | 17    | 2     |
| Santa Fe · Colombia          | 1.ª           | 2008          | 39    | 1     | ―                | ―                | —                     | —                     | 39    | 1     |
| Santa Fe · Colombia          | 1.ª           | 2009          | 15    | 0     | ―                | ―                | —                     | —                     | 15    | 0     |
| Santa Fe · Colombia          | Total club    | Total club    | 166   | 5     | 0                | 0                | 10                    | 0                     | 176   | 5     |
| Querétaro · México           | 1.ª           | 2006-07       | 23    | 0     | ―                | ―                | —                     | —                     | 23    | 0     |
| Querétaro · México           | Total club    | Total club    | 23    | 0     | 0                | 0                | 0                     | 0                     | 23    | 0     |
| Unión Española · Chile       | 1.ª           | 2009          | 11    | 1     | ―                | ―                | 2                     | 0                     | 13    | 1     |
| Unión Española · Chile       | 1.ª           | 2010          | 31    | 1     | 2                | 0                | —                     | —                     | 33    | 1     |
| Unión Española · Chile       | Total club    | Total club    | 42    | 2     | 2                | 0                | 2                     | 0                     | 46    | 2     |
| Olimpia Paraguay             | 1.ª           | 2011          | 33    | 3     | ―                | ―                | 5                     | 0                     | 38    | 3     |
| Olimpia Paraguay             | 1.ª           | 2012          | 19    | 1     | ―                | ―                | 5                     | 0                     | 24    | 1     |
| Olimpia Paraguay             | Total club    | Total club    | 52    | 4     | 0                | 0                | 10                    | 0                     | 62    | 4     |
| Atlético Nacional · Colombia | 1.ª           | 2012          | 13    | 0     | 6                | 0                | —                     | —                     | 19    | 0     |
| Atlético Nacional · Colombia | 1.ª           | 2013          | 32    | 6     | 11               | 1                | 6                     | 0                     | 49    | 7     |
| Atlético Nacional · Colombia | 1.ª           | 2014          | 28    | 2     | 11               | 0                | 15                    | 0                     | 54    | 2     |
| Atlético Nacional · Colombia | 1.ª           | 2015          | 28    | 2     | 3                | 0                | 7                     | 0                     | 38    | 2     |
| Atlético Nacional · Colombia | 1.ª           | 2016          | 26    | 0     | 8                | 0                | 7                     | 0                     | 41    | 0     |
| Atlético Nacional · Colombia | 1.ª           | 2017          | 10    | 0     | ―                | ―                | 5                     | 0                     | 15    | 0     |
| Atlético Nacional · Colombia | Total club    | Total club    | 137   | 10    | 39               | 1                | 40                    | 0                     | 216   | 11    |
| La Equidad · Colombia        | 1.ª           | 2017          | 20    | 2     | 1                | 0                | —                     | —                     | 21    | 2     |
| La Equidad · Colombia        | 1.ª           | 2018          | 21    | 0     | 4                | 0                | —                     | —                     | 25    | 0     |
| La Equidad · Colombia        | Total club    | Total club    | 41    | 2     | 5                | 0                | 0                     | 0                     | 46    | 2     |
| Total carrera                | Total carrera | Total carrera | 461   | 23    | 46               | 1                | 62                    | 0                     | 569   | 24    |

#### Selección
| Selección          | Temporada     | Amistosos | Amistosos | Amistosos | Sudamérica1 | Sudamérica1 | Sudamérica1 | Mundial | Mundial | Mundial | Total | Total | Total  | Media goleadora |
| Selección          | Temporada     | Part.     | Goles     | Asist.    | Part.       | Goles       | Asist.      | Part.   | Goles   | Asist.  | Part. | Goles | Asist. | Media goleadora |
| ------------------ | ------------- | --------- | --------- | --------- | ----------- | ----------- | ----------- | ------- | ------- | ------- | ----- | ----- | ------ | --------------- |
| Mayores · Colombia | 2006          | 1         | 0         | 0         | —           | —           | —           | —       | —       | —       | 1     | 0     | 0      | 0               |
| Mayores · Colombia | Total         | 1         | 0         | 0         | 0           | 0           | 0           | 0       | 0       | 0       | 1     | 0     | 0      | 0.0             |
| Total carrera      | Total carrera | 1         | 0         | 0         | 0           | 0           | 0           | 0       | 0       | 0       | 1     | 0     | 0      | 0               |
| (1) Incluye.       |               |           |           |           |             |             |             |         |         |         |       |       |        |                 |

### Como director deportivo
| Club              | País     | Año       |
| ----------------- | -------- | --------- |
| Atlético Nacional | Colombia | 2018-2021 |

### Como asistente técnico
| Club                   | País     | Año       | Asistente de       |
| ---------------------- | -------- | --------- | ------------------ |
| Atlético Nacional      | Colombia | 2021-2022 | Alejandro Restrepo |
| Independiente Medellín | Colombia | 2023      | Sebastián Botero   |
| Independiente Medellín | Colombia | 2023-Act. | Alfredo Arias      |

### Como entrenador
| Bogotá FC · Colombia | 2ª                  | 2023                | 2 | 0 | 1 | 1 | - | - | - | - | - | - | - | - | 2 | 0 | 1 | 1 | 16.67% | 1 | 2 | -1 |
| Bogotá FC · Colombia | Total               | Total               | 2 | 0 | 1 | 1 | 0 | 0 | 0 | 0 | 0 | 0 | 0 | 0 | 2 | 0 | 1 | 1 | 16.67% | 1 | 2 | -1 |
| Total en su carrera  | Total en su carrera | Total en su carrera | 2 | 0 | 1 | 1 | 0 | 0 | 0 | 0 | 0 | 0 | 0 | 0 | 2 | 0 | 1 | 1 | 16.67% | 1 | 2 | -1 |
| 1. 2.                |                     |                     |   |   |   |   |   |   |   |   |   |   |   |   |   |   |   |   |        |   |   |    |

## Palmarés

### Torneos nacionales
| Título                | Club              | País     | Año  |
| --------------------- | ----------------- | -------- | ---- |
| Torneo Clausura       | Club Olimpia      | Paraguay | 2011 |
| Superliga de Colombia | Atlético Nacional | Colombia | 2012 |
| Copa Colombia         | Atlético Nacional | Colombia | 2012 |
| Torneo Apertura       | Atlético Nacional | Colombia | 2013 |
| Copa Colombia         | Atlético Nacional | Colombia | 2013 |
| Torneo Finalización   | Atlético Nacional | Colombia | 2013 |
| Torneo Apertura       | Atlético Nacional | Colombia | 2014 |
| Torneo Finalización   | Atlético Nacional | Colombia | 2015 |
| Superliga de Colombia | Atlético Nacional | Colombia | 2016 |
| Copa Colombia         | Atlético Nacional | Colombia | 2016 |
| Torneo Apertura       | Atlético Nacional | Colombia | 2017 |

### Torneos internacionales
| Título              | Club              | País     | Año  |
| ------------------- | ----------------- | -------- | ---- |
| Copa Libertadores   | Atlético Nacional | Colombia | 2016 |
| Recopa Sudamericana | Atlético Nacional | Colombia | 2017 |

Otros logros
- Subcampeón de la Copa Sudamericana 2014 con Atlético Nacional.
- Subcampeón de la Copa Sudamericana 2016 con Atlético Nacional.